# Georg Lill
Georg Lill (* 9. August 1883 in Würzburg; † 27. Juli 1951 in München) war ein deutscher Kunsthistoriker und Denkmalpfleger.

## Leben und Wirken
Nach dem Abitur am Königlichen Alten Gymnasium in Würzburg studierte Georg Lill Geschichte, Klassische Archäologie, Philosophie und Theologie an der Universität Würzburg, ab 1903 zudem Kunstgeschichte an der Universität München, 1904/1905 in Berlin, anschließend in Wien. 1907 wurde er in München mit der Dissertation Hans Fugger und die Kunst (1531–1598), ein Beitrag zur Geschichte der Spätrenaissance in Süddeutschland bei Berthold Riehl promoviert. Von 1908 bis 1910 war Lill in München am Generalkonservatorium der Kunstdenkmäler und Altertümer Bayerns als wissenschaftliche Hilfskraft beschäftigt. Seit 1911 wirkte Lill als Berater des Münchner Auktionshauses Helbing und erstellte dort ca. 50 Kataloge. Ab 1912 verfasste er Texte zur zeitgenössischen Kunst im Bayerischen Kurier. In der von ihm bis zum Verbot 1937 redigierten Zeitschrift Die christliche Kunst leistete er seit 1924 Beiträge zur zeitgemäßen Erneuerung der christlichen Kunst. 1919 wurde Lill Mitarbeiter des Bayerischen Nationalmuseums, zunächst als Kustos, ab 1920 als Konservator. 1924 wurde er zum Professor ernannt. Im Jahr 1929 wurde Georg Lill Direktor des Bayerischen Landesamtes für Denkmalpflege. Auf dieser Stelle wirkte er auch unter den schwierigen Bedingungen der Kriegs- und Nachkriegszeit bis zu seiner Pensionierung im Jahr 1950. Dabei bewährten sich die breite historische Basis seiner kunstgeschichtlichen Studien und seine Orientierung am Denkmalbegriff Georg Dehios, wie das etwa aus seinen Stellungnahmen zu Ausmalungsprojekten in Gößweinstein (1921), Bamberg und Mainz (1927), aus seinem Bericht über die Geschichte der Denkmalpflege in Bayern 1932 und 1933 sowie aus seinen Vorstellungen vom Wiederaufbau (1946) zu erkennen ist. Nach 1945 engagierte sich Lill beim Wiederaufbau der im Krieg teilweise zerstörten Stadt Rothenburg ob der Tauber.
1946 gehörte er als Vertreter der Christlich-Sozialen Union in Bayern (CSU) der Verfassunggebenden Landesversammlung in Bayern an. Ab 1908 war Georg Lill bereits Mitglied der Deutschen Zentrumspartei gewesen, von 1919 bis 1924 gehört er der Bayerischen Volkspartei (BVP) an.

## Mitgliedschaften
Georg Lill war Mitglied der Römisch-Germanischen Kommission und von 1924 bis 1937 Schriftführer der Deutschen Gesellschaft für christliche Kunst sowie Redakteur der Zeitschrift Christliche Kunst. Im Jahr 1929 wurde er Mitglied des Deutschen Archäologischen Instituts, dessen Zentraldirektion er ab 1931 angehörte. Seit dem Studium war er Mitglied der katholischen Studentenverbindungen KStV Saxonia München, KStV Askania Berlin und KStV Walhalla Würzburg im KV.

## Schriften und Nachlass
Anlässlich des Todes erstellte Otto Leistner eine 60 Seiten umfassende, kommentierte Bibliographie zu den Schriften Georg Lills, zu denen ganz oder teilweise verfasste sechs Bände der Reihe Kunstdenkmäler Bayerns zählen. Seine Publikation Deutsche Plastik (1925) erreichte eine ungewöhnlich hohe Auflage von 300.000 Exemplaren. Im Jahr 1922 schrieb er eine Biografie über den Bildhauer Max Heilmaier. Lills Nachlass befindet sich im Staatsarchiv Würzburg.